# El Chacal de Nahueltoro
El Chacal de Nahueltoro es una película chilena de 1969, producida por la Universidad de Chile, escrita y dirigida por Miguel Littín y con la producción de Luis Cornejo Gamboa. Basada en hechos reales, la película es la recreación de un impactante crimen, hito de la crónica roja o policial de Chile de mediados de la década de 1960, cuando un campesino llamado Jorge del Carmen Valenzuela Torres fue apresado por el asesinato múltiple de una mujer campesina y sus cinco hijos, en la localidad de Nahueltoro (Coihueco). Por la brutalidad del crimen cometido fue apodado El Chacal. Fue estrenada en los cines chilenos el 4 de mayo de 1970.
Galardonada con el premio OCIC 1970 en el Festival Internacional de Cine de Berlín.

## Reparto
- Nelson Villagra como Jorge Valenzuela
- Shenda Román como Rosa Rivas
- Luis Alarcón como el juez
- Marcelo Romo como el reportero
- Héctor Noguera como Eloy Parra
- Rubén Sotoconil
- Rafael Benavente
- Armando Fenoglio
- Jorge Yáñez
- Luis Melo
- Wenceslao Parada

## Comentarios
Con cámara y montaje de raíz documental, el rodaje utilizó las locaciones reales en las que ocurrieron los hechos (el lugar del crimen, la celda, Cachapoal, etc.), y todos los textos que se escuchan son oficiales: entre ellos, el expediente de la causa judicial y entrevistas de prensa al asesino múltiple.
La película es parte del llamado Nuevo Cine Chileno, junto con películas como Valparaíso, mi amor de Aldo Francia, y Tres tristes tigres de Raúl Ruiz, todas estrenadas en el Festival de Cine Latinoamericano de Viña del Mar, en 1969. Reúne a una parte importante de los cineastas y actores de esta corriente como Pedro Chaskel, Héctor Ríos, Fernando Bellet, Shenda Román, Nelson Villagra, Marcelo Romo, Luis Alarcón, Héctor Noguera. Da cuenta de la relevancia que tuvo el Centro de Cine Experimental de Universidad de Chile en el desarrollo del Nuevo Cine chileno, siendo posiblemente una de las películas mayor logradas del periodo.